# Monkelzer
Monkelzer, auch Guerce royal, war eine Längeneinheit in Persien.
- 1 Monkelzer = 2,351 Feet/Fuß = 0,7165 Meter